# Liophryne schlaginhaufeni
Liophryne schlaginhaufeni és una espècie de granota de la família Microhylidae que viu a Indonèsia i Papua Nova Guinea.